# Lisa Jackson (modelo)
Lisa Cassandra Jackson (Parroquia de Saint Catherine, 28 de mayo de 1987) es una modelo estadounidense quien es más conocida por su participación en el ciclo 9 de America's Next Top Model en 2007. Apareció en la temporada 11 de Project Runway en 2013, y fue la modelo para el diseñador ganador.

## America's Next Top Model
En 2007, Jackson participó en el ciclo 9 de America's Next Top Model. Fue declarada la mejor de la semana dos veces, ganó dos retos de recompensa y fue dos veces elegida como la «CoverGirl de la semana». Jackson apareció en las dos últimas dos veces; durante su primera aparición, ella se libró de la contendiente Ambreal Williams. La semana siguiente, después de viajar al extranjero a Shanghái, China, fue eliminada. El ciclo fue ganado por Saleisha Stowers.

## Otros trabajos
Jackson apareció como modelo en el programa de Lifetime, Project Runway. Ella apareció por primera vez en la sexta temporada en 2009, donde caminó en el desfile final. Más tarde apareció en la temporada 11 en 2013, y fue modelo de la diseñadora de moda ganadora, Michelle Lesniak Franklin. Jackson usó la colección ganadora de Franklin en un desplegado editorial de Marie Claire, y ganó un premio en efectivo de $25,000 dólares, convirtiéndola en la primera concursante de America's Next Top Model en ganar. Desde ese momento, ya no está aceptando tiempo para sesiones de fotos impresas.
Ella también ha modelado para Source, Carmen Marc Valvo, entre otros. También ha aparecido dos veces en el segmento «Top Model en acción» de  America's Next Top Model: la primera vez en el ciclo 11 y la segunda en el ciclo 13. Actualmente está firmada con Muse Model Management en Nueva York y Studio Model Management en París.
Jackson también apareció en el video musical de 2011 del sencillo de Sean Paul, «She Doesn't Mind», en su álbum de estudio 2012, Tomahawk Technique. En el video, ella interpreta a un guardia de seguridad.
Jackson también apareció como modelo en el episodio 5 de la temporada 8 de The Next Food Network Star.